# فراموشی (مجموعه تلویزیونی)
فراموشی یک مجموعه تلویزیونی محصول سال ۱۳۹۰–۱۳۹۱ به کارگردانی سعید سلطانی، نویسندگی امیرمهدی ژوله و الهه زارع نژاد و تهیه‌کنندگی حمید رضا مهدوی کوچکسرایی است که در نوروز ۱۳۹۱ از شبکه پنج پخش شد. این مجموعه در ۱۴ قسمت ۴۵ دقیقه ای تهیه شد.

## خلاصه داستان
این مجموعه تلویزیونی روایتگر زندگی مردی بازاری و ثروتمند به نام حاج نقی است که به تنهایی در شهرستان روزگار می‌گذراند. او در آستانه عید نوروز در انتظار فرزندانش است. اما…

## بازیگران
| بازیگران           | نقش |
| ------------------ | --- |
| محمد کاسبی         |     |
| رضا داوودنژاد      |     |
| برزو ارجمند        |     |
| مهران رجبی         |     |
| سحر جعفری جوزانی   |     |
| فلامک جنیدی        |     |
| فرهاد بشارتی       |     |
| محمد مهدوی         |     |
| آتیه جاوید         |     |
| برزو نیک نژاد      |     |
| الناز حبیبی        |     |
| مریم خدارحمی       |     |
| فاطمه داوودنژاد    |     |
| محمدهادی قمیشی     |     |
| غلامرضا بنفشه خواه |     |
| مسعود چوبین        |     |
| سیامک اشعریون      |     |